# Picea mariana
Picea mariana , el abeto negro , es una especie de abeto norteamericano de la familia de los pinos. Está muy extendida en todo Canadá, se encuentra en las 10 provincias y los 3 territorios. Es el árbol oficial de la provincia de Terranova y Labrador y es el árbol más numeroso de esa provincia. El área de distribución de la picea negra se extiende hacia el norte de los Estados Unidos: en Alaska, la región de los Grandes Lagos y la parte superior del noreste. Es una parte frecuente del bioma conocido como taiga o bosque boreal.

## Distribución
Es originaria de Norteamérica, desde la Isla de Terranova hasta el oeste de Alaska, y más al sur llegan hasta el norte de New York, Minnesota y hasta la zona central de la Columbia Británica.

## Hábitat
Esta área es también conocido como el “bioma forestal” denominado Taiga.

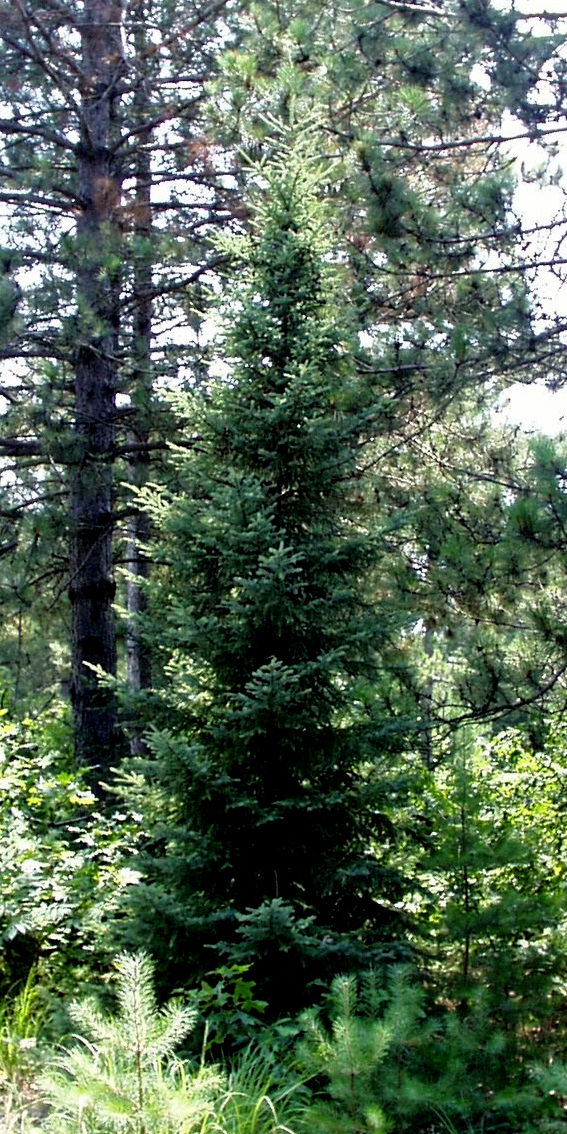
Pícea negra en el Parque nacional y reserva del lago Clark.

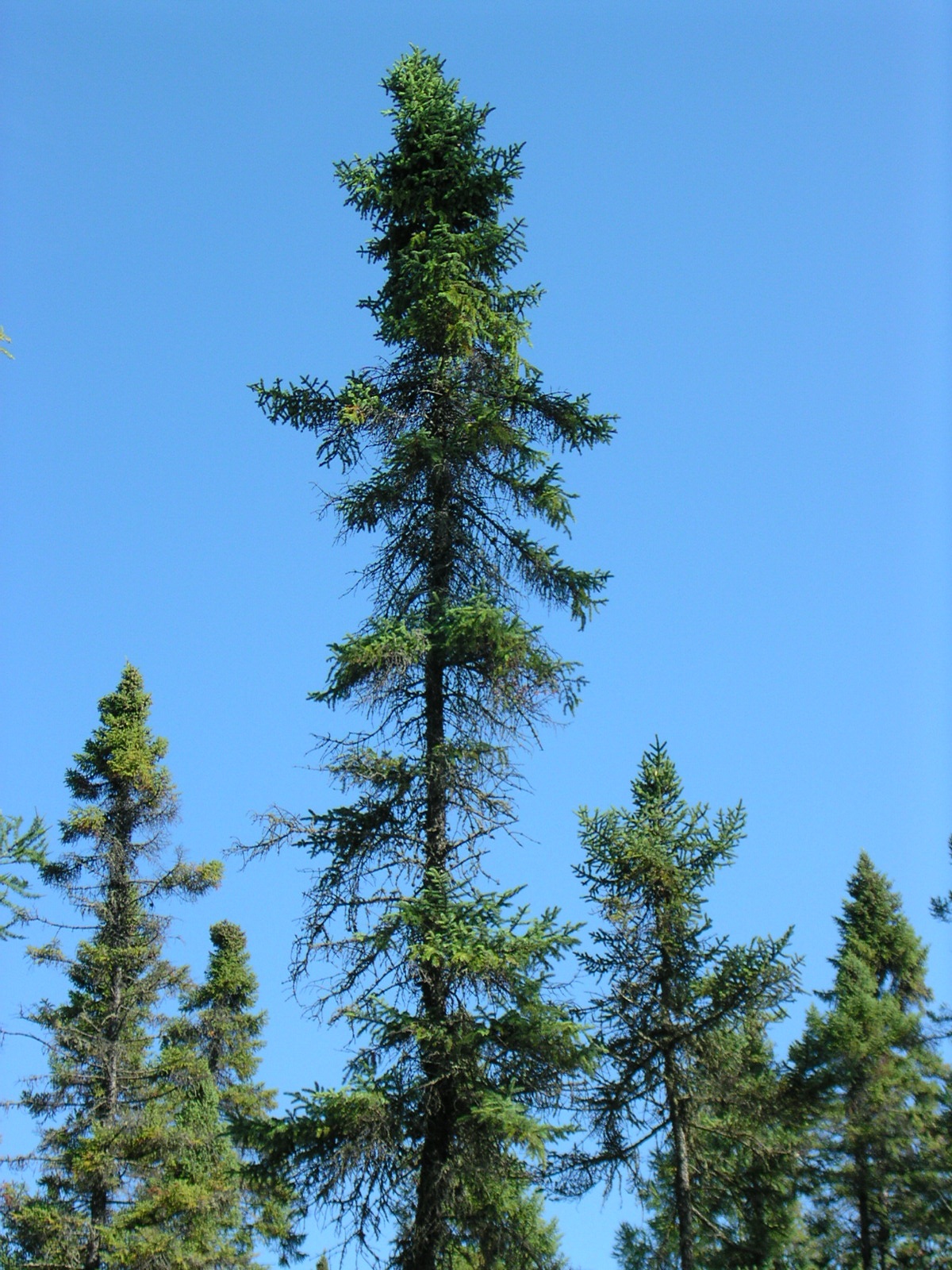
Vista de la planta

## Descripción
Se trata de una especie de Pinophyta o conífera de crecimiento lento, de posición vertical. Es un árbol pequeño, siempre verde, (rara vez como arbusto), con un tronco recto, copa de aspecto desaliñada,  estrecha con ramas colgantes más bien cortas, compactas, y con las puntas hacia arriba. 
Generalmente su rango promedio es de 5.15 m de altura con un tronco de 15-50 cm de diámetro en su madurez, aunque pueden hallarse  ejemplares que llegan a alcanzar los 30 m de altura y 60 cm de diámetro. Su corteza es delgada, escamosa, y de color marrón grisáceo. Las hojas son como agujas, de 6-15 mm de largo, rígidas, de  cuatro lados, de color verde azulado oscuro en los lados superiores , verde pálido en la parte inferior. Las piñas en forma de cono (coníferas) son las más pequeñas de todos los abetos, entre 1.5 y 4 cm de largo y de 1 a 2 cm de ancho, con forma de hueso de color rojo o púrpura oscuro, y de color marrón cuando están maduras, formando densos racimos en la corona superior. La piña se abre cuando está madura y persiste en el árbol durante varios años.
Suelen presentarse regularmente casos de  hibridación natural entre las píceas negras y su pariente cercano la pícea roja (Picea rubens), y raramente se cruza con la pícea blanca (Picea glauca).
La pícea negra se diferencia de la pícea blanca en que las agujas son más cortas, las piñas más pequeñas y redondas, y tiene mayor preferencia por las zonas de tierras húmedas bajas. A diferencia de las especies primarias como el Abies balsamea (abeto balsámico), difiere en que tienen piñas colgantes, hojas persistente a modo de agujas de 4 lados desde la base del brote. 

## Ecología
El crecimiento varía según las condiciones del lugar. En pantanos muestra tasas de crecimiento más lento, desde los bordes hacia el centro. Las raíces son poco profundas y de gran difusión entre árboles caídos,  coloquialmente llamados "árboles borrachos", y se asocian a menudo con el descongelamiento del permafrost.
En las zonas más septentrionales, la pícea negra sufre a menudo una asimétrica poda de hielo, donde disminuye su follaje del lado de barlovento.
Crece tanto en tierras bajas como en  montañas. En la parte sur de su distribución se encuentra principalmente en suelos orgánicos húmedos, pero más al norte, abunda sobre las pendientes de las montañas. En los grandes lagos es más abundante en las turberas y pantanos, también en los sitios de transición entre las tierras altas y las turberas. En estas áreas es raro verlos sobre las montañas, excepto en zonas aisladas del norte de Minnesota y la Península Superior de Míchigan.

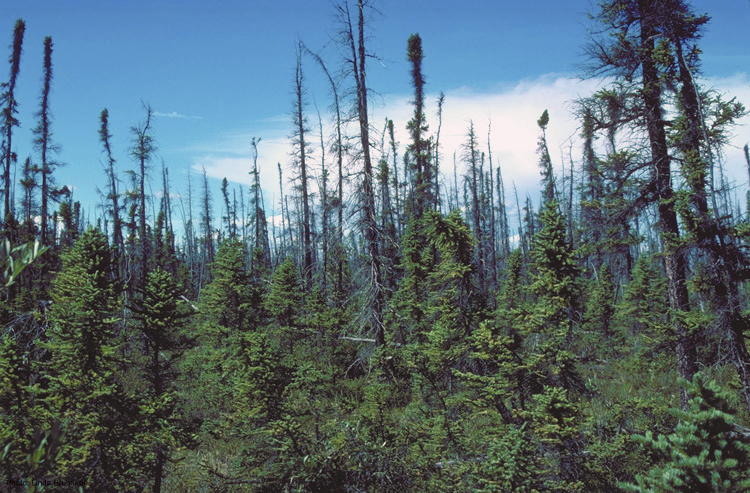
Pícea negra en la taiga, del río Copper, Alaska.

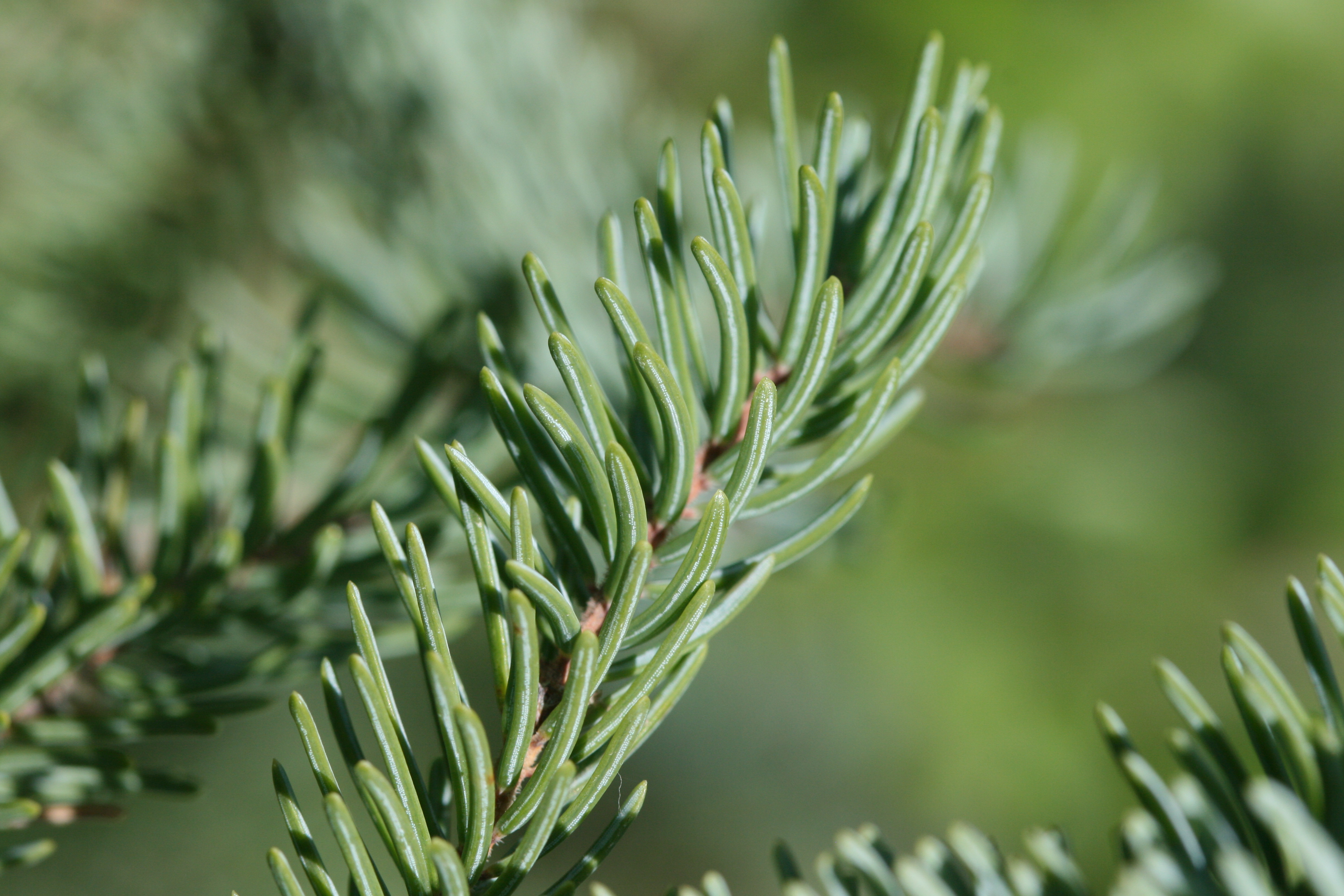
Detalle de las hojas

En los bosques de píceas negras, la mayoría de los ejemplares tienen la misma edad, debido a los intervalos de los incendios frecuentes. Comúnmente crecen formando bosques puros sobre suelos orgánicos y en bosques mixtos en los suelos más minerales. Es tolerante a suelos pobres en nutrientes, y se encuentra comúnmente en las turberas de mal drenaje ácido. Se considera una especie de punto culminante en la mayor parte de su gama. Sin embargo, algunos ecologistas se preguntan si los bosques de píceas negras realmente alcanzan el clímax alguna vez; porque los incendios ocurren generalmente a intervalos de 50-150 años, mientras que en condiciones "estables" un ejemplar puede  alcanzar varios cientos de años de edad.
La frecuencia de retorno a  intervalos regulares de los incendios, perpetúa numerosas comunidades sucesivas. A lo largo de América del Norte boreal los abedules como el Abedul de los cánoes, o el Populus tremuloides, que son de madera más duras, con frecuencia invaden las zonas quemadas de los bosques de píceas negras. La Pícea negra se regenera por medio de semillas, inmediatamente después del fuego, y con la continua ausencia de fuego, finalmente terminan dominando las especies de madera dura. 
Es un pionero que invade la alfombra llena de juncos en los lagos y  pantanos, aunque a menudo es precedido por el Alerce oriental (Larix laricina), con el que forma con el tiempo de una cubierta forestal estable en los pantanos. Sin embargo, en la turba es poco elevado por la acumulación de materia orgánica y la fertilidad que el lugar ofrece, favoreciendo al Abeto balsámico (Abies balsamea) y la Tuya occidental (Thuja occidentalis) que termina finalmente reemplazando a la Pícea negra y a los alerces.
Las larvas de la polilla Larva Spruce causan defoliación y si ocurre durante muchos años en el tronco, produce la muerte, aunque la pícea negra es menos susceptible que el abeto blanco o el balsámico. Los árboles de mayor riesgo son los que crecen con el abeto balsámico y el abeto blanco.

## Usos y simbolismo
La Pícea negra es el “Árbol emblemático Provincial de Canadá” de Terranova y Labrador. 
Su madera es de un valor bajo debido al pequeño tamaño de los troncos, pero se utiliza para pulpa y papel.

## Taxonomía
Picea mariana fue descrita por (Mill.) Britton, Sterns & Poggenb. y publicado en Preliminary Catalogue of Anthophyta and Pteridophyta Reported as Growing Spontaneously within One Hundred Miles of New York 71. 1888.
Etimología
Picea; nombre genérico que es tomado directamente del Latín pix = "brea", nombre clásico dado a un pino que producía esta sustancia
mariana: epíteto
Sinonimia
- Abies denticulata Michx
- Abies mariana Mill.
- Abies nigra (Castigl.) Du Roi
- Peuce rubra Rich.
- Picea brevifolia Peck
- Picea ericoides Bean
- Picea nigra (Du Roi) Link
- Pinus abies var. mariana (Mill.) Münchh.
- Pinus canadensis var. nigra Castigl.
- Pinus canadensis var. nigricans Weston
- Pinus denticulata (Michx) Muhl.
- Pinus mariana (Mill.) Du Roi
- Pinus marylandica Antoine
- Pinus nigra Aiton[13]